# 伊利乌波利斯
伊利乌波利斯（希臘語：Ηλιούπολη）是希腊阿提卡大區中雅典专区的市镇，位于雅典都会区的中南部，在雅典市中心东南方向6公里处。市镇面积为12.7平方公里，2021年人口数量为76,730人。
该市镇的名字为埃及古城赫利奥波利斯的现代希腊语写法。该地的开发始于1924年，其时小亚细亚的希腊人难民来到这里。